# Apocheiridium lienhardi
Apocheiridium lienhardi es una especie de arácnido del orden Pseudoscorpionida de la familia Cheiridiidae.

## Distribución geográfica
Es endémico de la isla del Hierro, en las islas Canarias (España).

## Descripción
Miden unos 1,1-1,2 mm de longitud total.